# La ratonera

La Agatha Christie, la creadora de La Ratonera

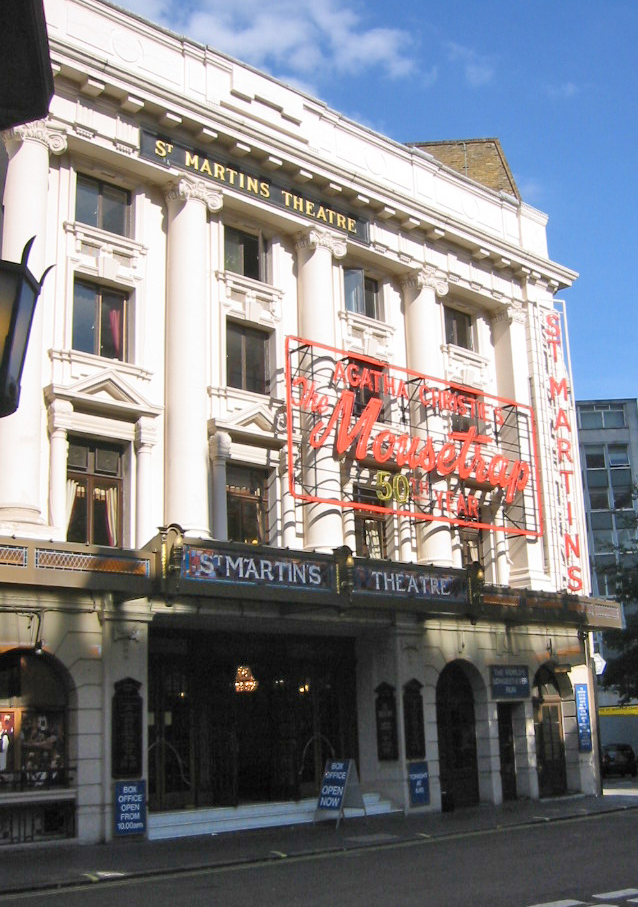
Fotografía del St Martins theatre, conmemorando los 50 años de The Mousetrap

La ratonera (en inglés The Mousetrap) es una obra de teatro perteneciente al subgénero de las novelas policiales. Fue escrita por Agatha Christie y se considera la obra teatral de mayor permanencia mundial en cartel, pues desde 1952 se presentó en Londres en forma ininterrumpida hasta el 16 de marzo de 2020, cuando las representaciones teatrales tuvieron que interrumpirse debido a la pandemia de COVID-19. Fue estrenada en 92 países y se calcula que hasta la fecha fue vista por más de 60 millones de espectadores. La obra ha tenido numerosas versiones, tanto profesionales como de teatro aficionado.

## Aspectos generales

### Organización e inspiración
Está dividida en dos actos, el primero dividido en dos escenas. Toda la historia transcurre en la sala principal de la casa o Hall de madre, ubicada en las afueras de Londres. Fue estrenada en los 50 con gran éxito y está ambientada en esa misma época.

### Sinopsis
La historia consta de ocho personajes que quedan atrapados en la casa de huéspedes de Monkswell Manor, debido a la nieve, y que se ven envueltos en un reciente crimen ocurrido en Londres, ya sea como sospechosos o víctima.
Al primer día de haber inaugurado la casa de huéspedes de Monkswell Manor, la pareja Ralston, recibe a sus cinco primeros clientes, uno de los cuales llega inesperadamente. 

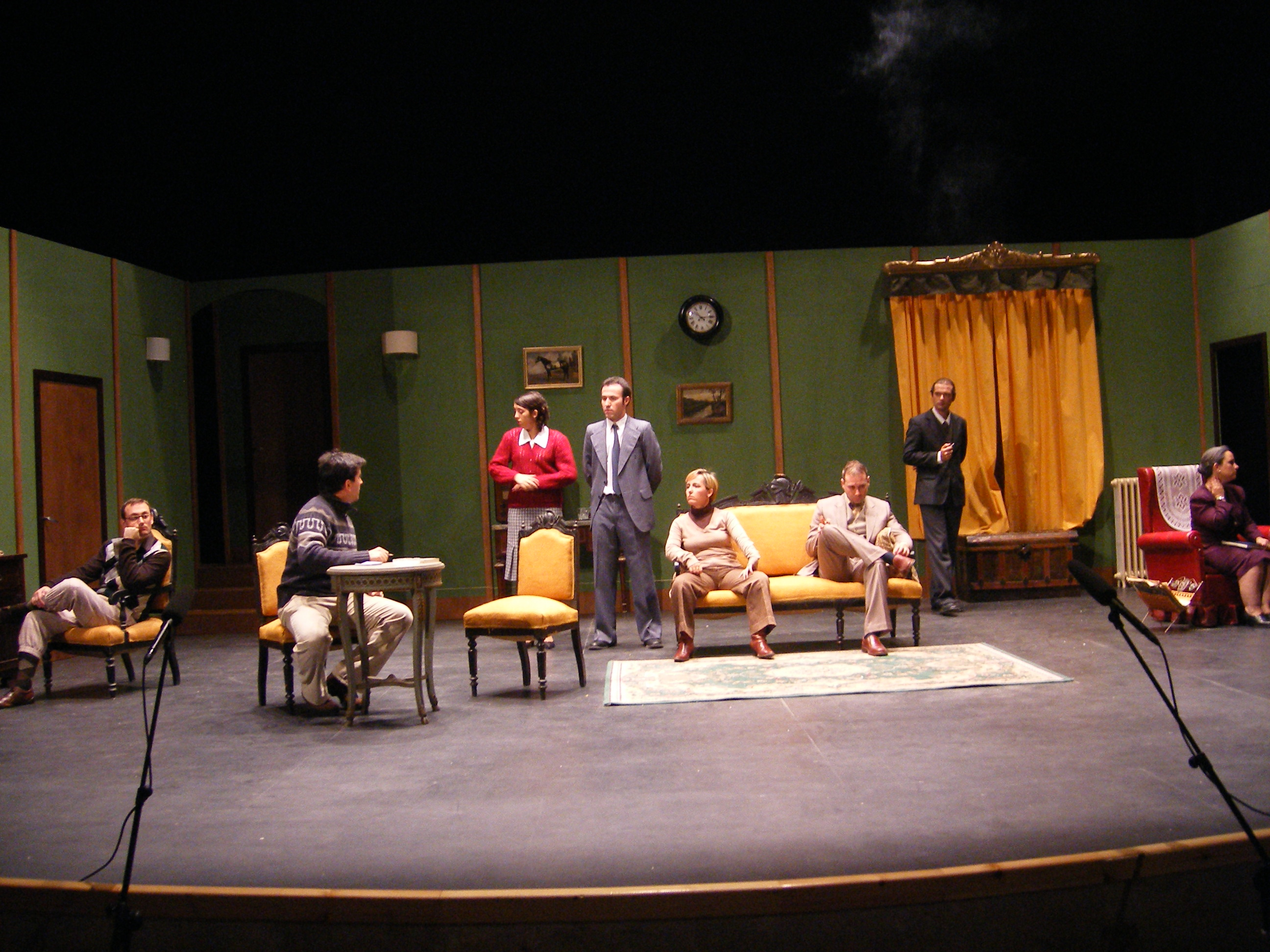
Un momento de la representación teatral de La ratonera (G.T. Calderón).

A la mañana siguiente, llega el sargento Trotter, detective de la policía, quien informa al grupo que el asesino de una mujer en Culver Street se dirige a Monkswell Manor. El asesino dejó la dirección y la canción de los Tres Ratones Ciegos, insinuando que quedan dos por eliminar. Debido a la nieve, los ocho personajes quedan atrapados en la casa, donde ocurre un segundo asesinato, del cual cada uno de los personajes parece ser sospechoso. 

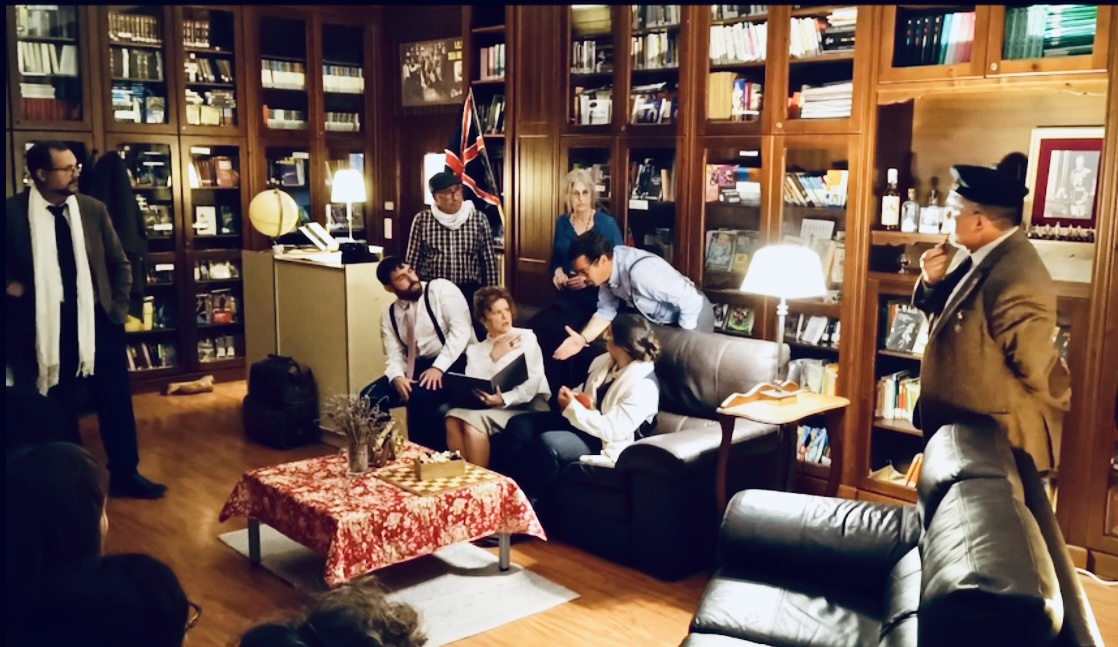
Escena de la representación de "La Ratonera" en el IES Isla de León de San Fernando (Cádiz, España), en mayo de 2024. El Sargento Trotter acaba de anunciar a los huéspedes de la mansión Monkswell el motivo de su visita. Paravicini interrumpe para recitar la canción "Tres ratones ciegos".

Se crea una trama de misterio y suspenso entre los personajes, quienes desconfían los unos de los otros. Como indica la canción, queda un ratón por eliminar, por lo cual Trotter convence a todos de colaborar con un plan para averiguar quién es el asesino y cuál es su próxima víctima. Este consiste en que todos repitan lo que estaban haciendo al momento del segundo asesinato, pero con otras posiciones

### Personajes
- Giles Ralston: Está con Mollie y es el dueño de la casa Monkswell Manor. Es un joven de unos 30 años, arrogante y atractivo.
- Mollie Ralston: Está con Giles y es la dueña de la casa Monkswell Manor. Es una chica guapa y dulce fue la profesora del pequeño Jimmy
- Christopher Wren: Un hombre de unos 20-25 años quien es hiperactivo y un poco infantil, además de ligeramente afeminado. Lleva el cabello largo y despeinado
- Señora Boyle: Una mujer de mediana edad, de clase media-alta
- Comandante Metcalf: Un hombre de mediana edad, un militar con actitud seria y extremadamente blando, sobre todo con Mollie.
- Señorita Casewell: Una mujer joven de 24 años, con características poco femeninas y ordinaria.

- Señor Paravicini: Un hombre extranjero que llega inesperadamente a la posada. Posee una personalidad algo extraña y le gusta asustar a la gente.
- Sargento Trotter: Un joven sargento de unos 20-25 años, que llega a la mansión a investigar el asesinato en Culver Street.

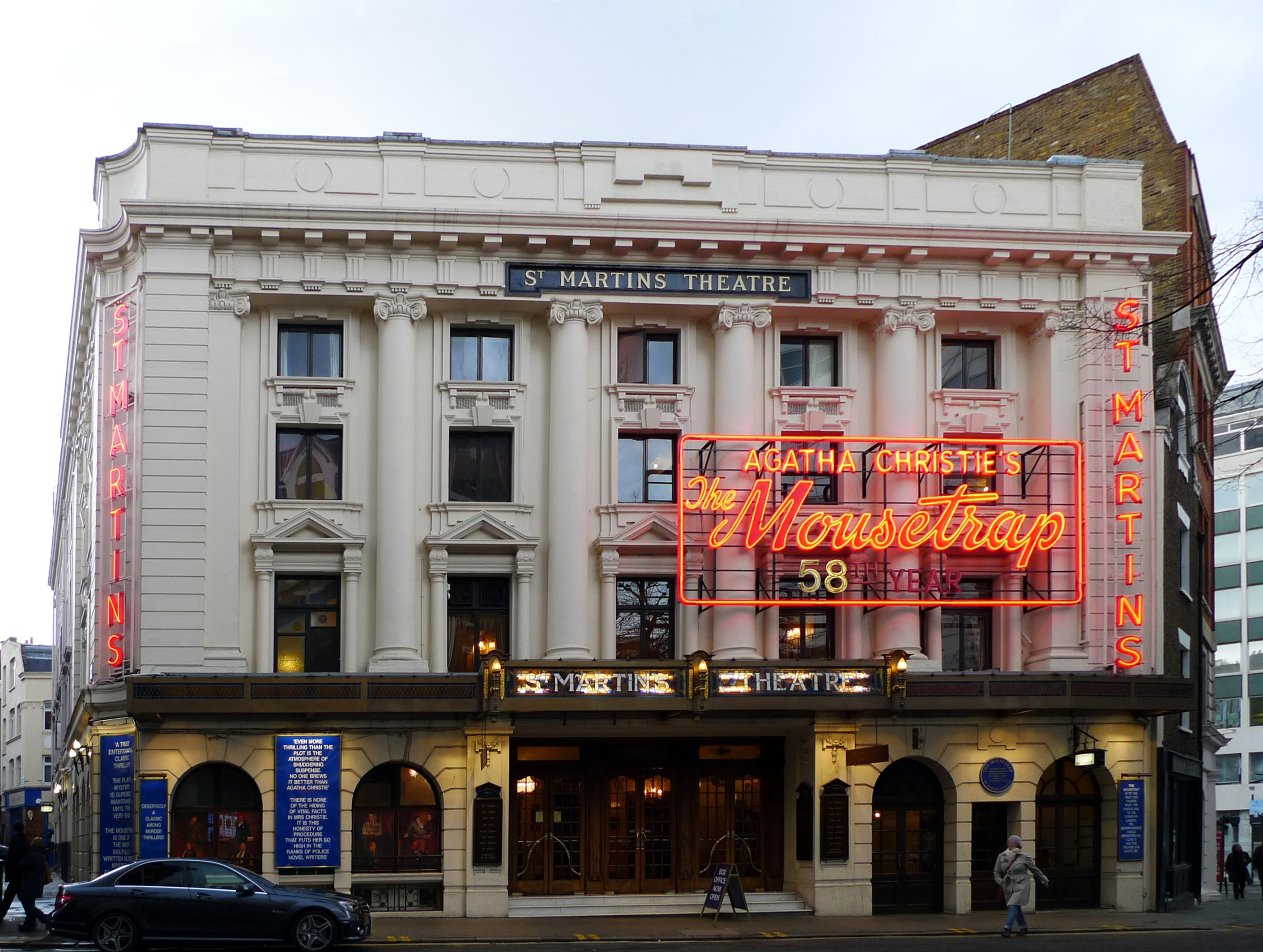
El St Martin's Theatre (En español:Teatro de San Martín) mostrando un cartel publicitario de La Ratonera en 2010

## Historia

### Primera versión

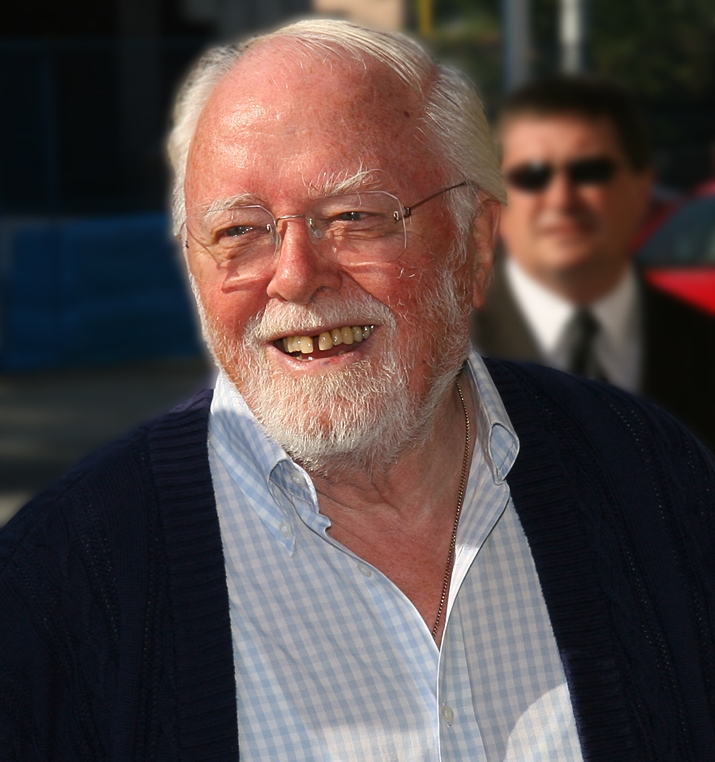
El Richard Attenborough representando al Sargento Trotter

La ratonera tuvo su estreno mundial en el Teatro Royal Drury Lane de Nottingham, el 6 de octubre de 1952. Inicialmente fue dirigida por Peter Cotes. Comenzó a representarse en Londres el 25 de noviembre de 1952 en el New Ambassadors Theatre. Se mantuvo en este teatro hasta el 23 de marzo de 1974 cuando se transfiere al St Martin's Theatre. El 13 de octubre de 2011 se ha registrado un récord de 24.537 representaciones, y sigue representándose en el St Martin's Theatre. El director de la obra durante muchos años ha sido David Turner.

### Segunda versión
El elenco original del West End incluía a Richard Attenborough como el sargento Trotter y su esposa Sheila Sim, como Mollie Ralston. Desde la retirada de Mysie Monte y David Raven, que interpretaron respectivamente durante 11 años, a la señora Boyle y Metcalf, el reparto se ha cambiado anualmente. 

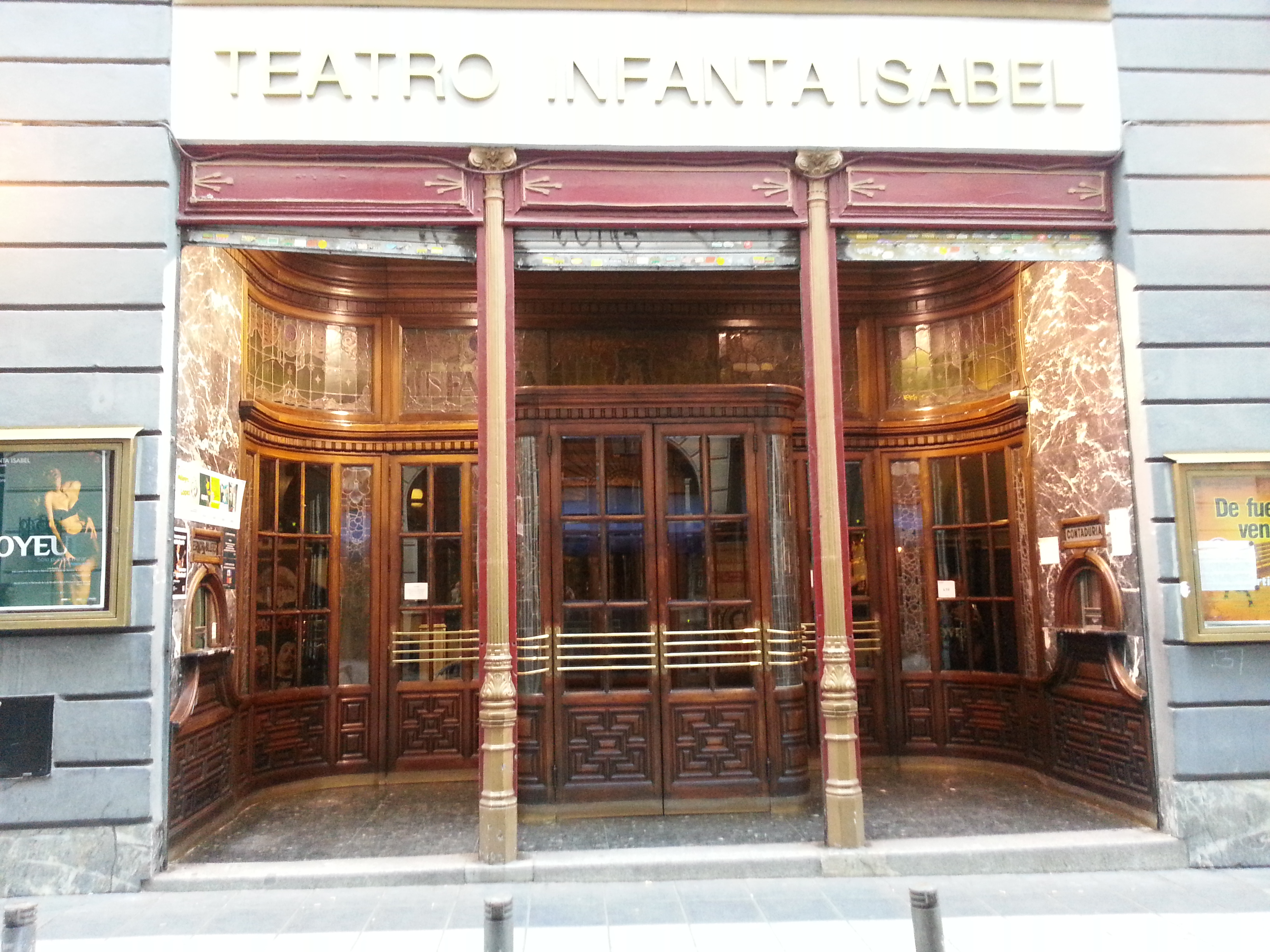
El Teatro Infanta Isabel, donde se estreno por primera vez en el Mundo Hispano

La grabación con la voz de Deryck Guyler en la retransmisión radiofónica que se escucha en la obra se ha mantenido durante los 59 años de representación.

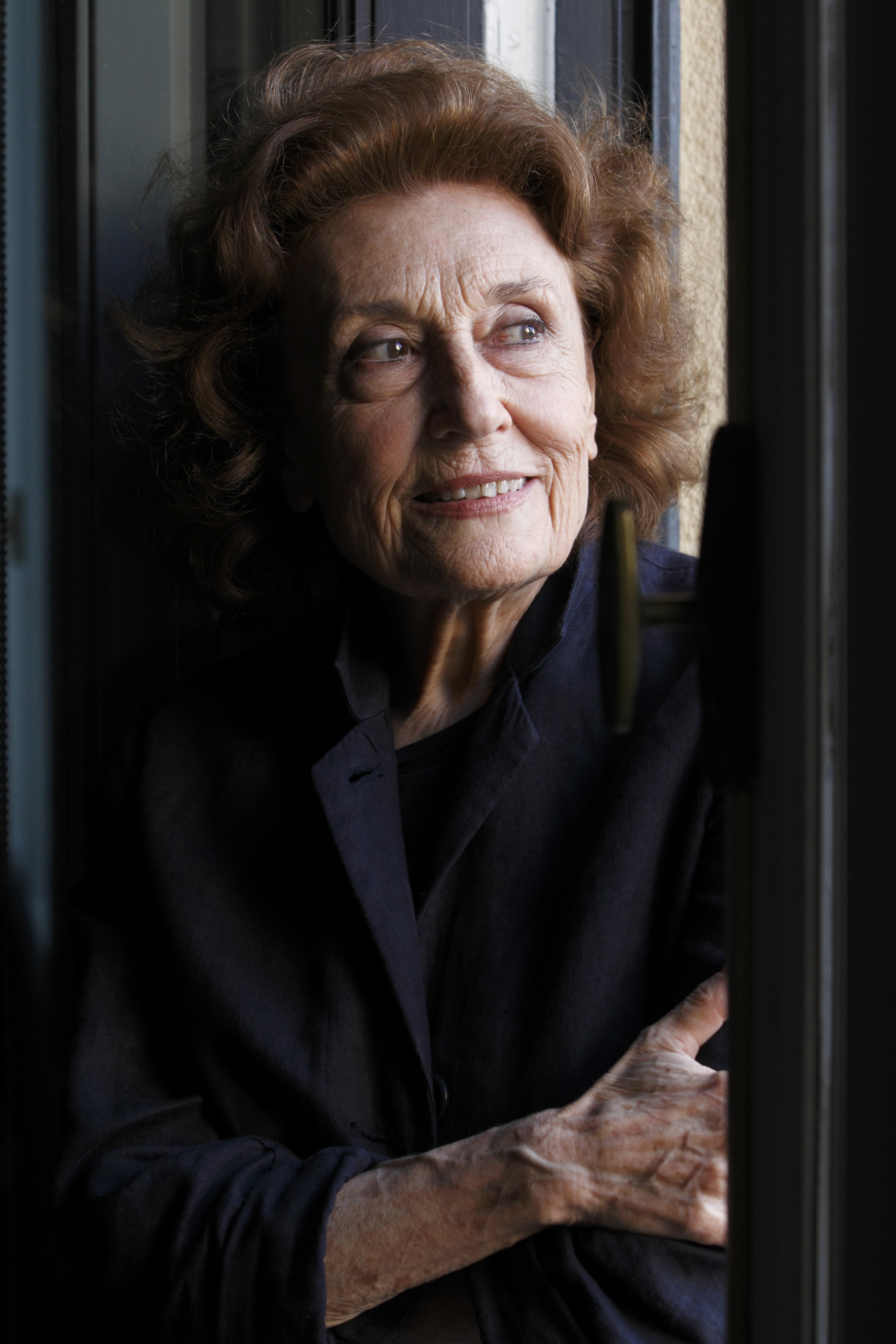
La Julia Gutiérrez Caba

### Tercera versión
La obra, con traducción de Luis de Baeza, se estrenó en España el 6 de agosto de 1954 en San Sebastián y tras una gira por el país pasó al Teatro Infanta Isabel de Madrid el 12 de noviembre del mismo año. El elenco estuvo formado por  Mariano Azaña, María Luisa Ponte, Irene Caba Alba, Irene Gutiérrez Caba, Julia Gutiérrez Caba y Erasmo Pascual (todos españoles). La obra superó las 700 representaciones con más de 2 años en cartel.

### Cuarta versión
Se repuso en 1965, en el Teatro Arlequín de Madrid, con interpretación de Margot Cottens, Gregorio Alonso y Luisa Rodrigo.

### Quinta versión
En 1972 en el Teatro Cómico de Madrid, dirigida por Ángel Fernández Montesinos e interpretada por Maite Blasco, Nicolás Dueñas, Charo Moreno, Miguel Ayones, Mary González y Antonio Puga.

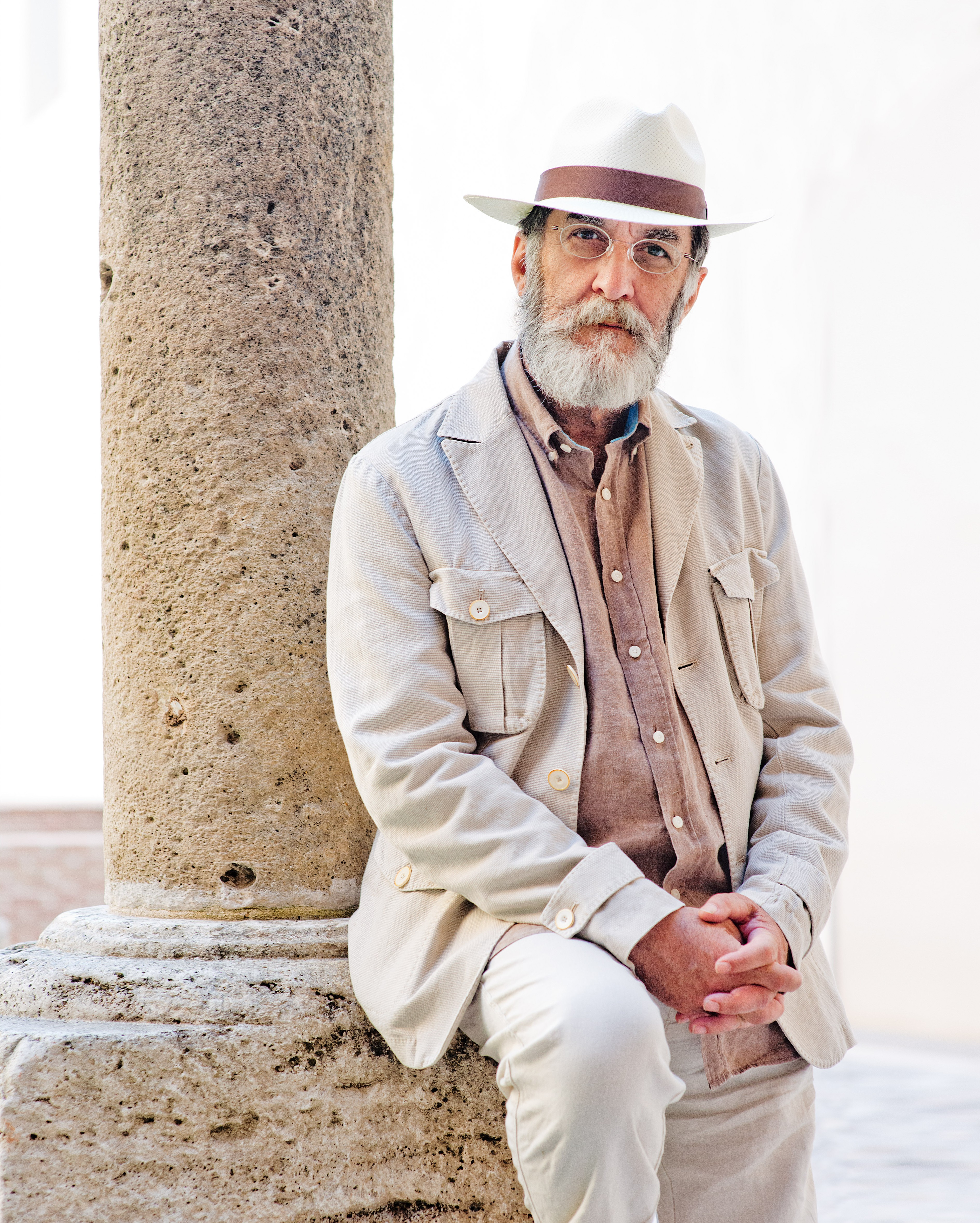
El Ramón Barea

### Sexta versión

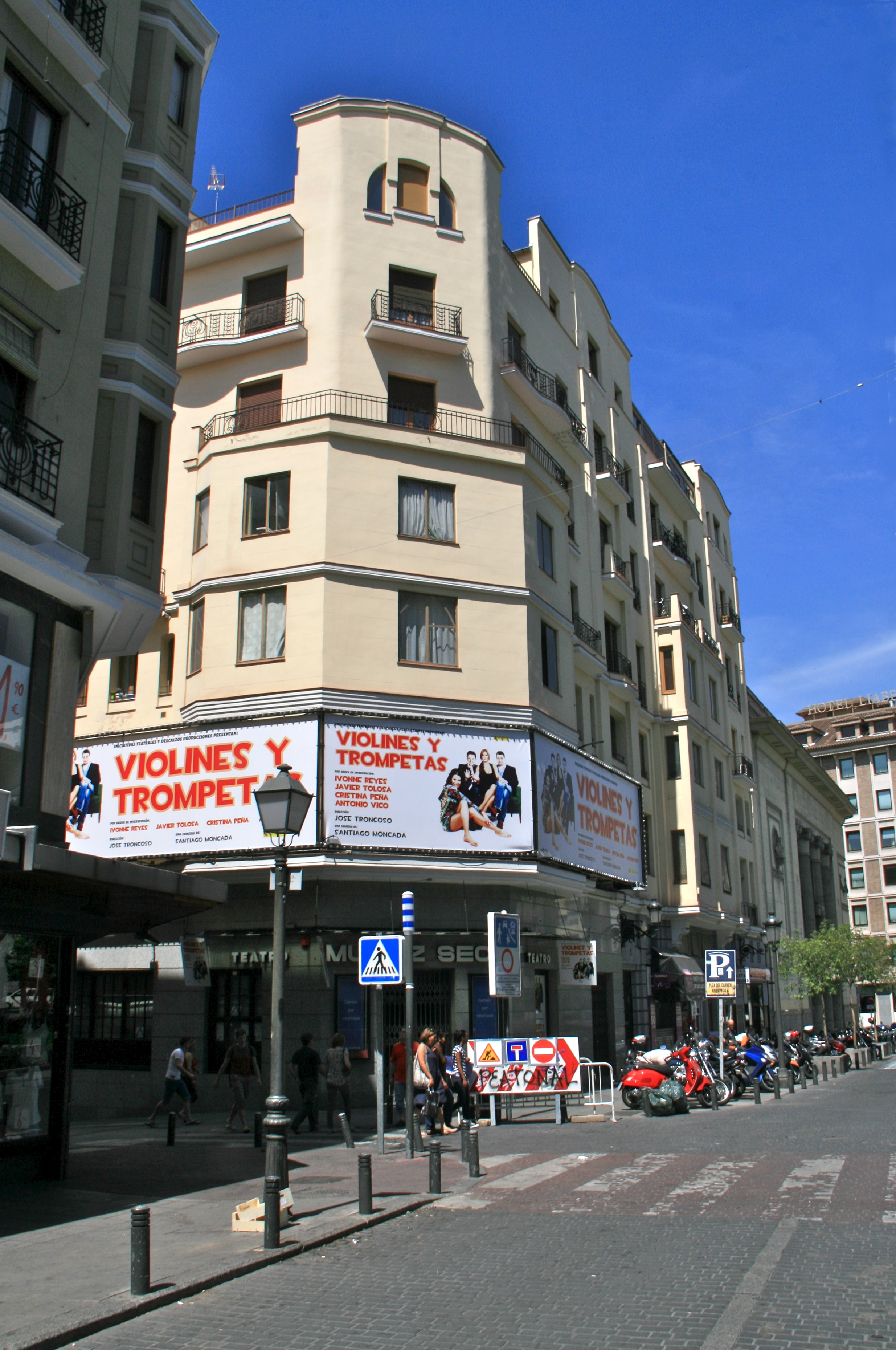
El Teatro Muñoz Seca en la Plaza del Carmen

En 1998 se estrenó la versión dirigida por Ramón Barea, en el Teatro Real Cinema de Madrid, con Encarna Paso (Miss Boyle), Jaime Blanch (Trotter), Micky Molina (Giles), Isabel Serrano (Mollie), J. M. Álvarez, Paula Sebastián (Miss Casewell) y Francisco Cecilio (Paravicini).

### Séptima versión
Se mantuvo dos años en la cartelera madrileña, pasando luego al Teatro Muñoz Seca y con cambios en el elenco, como la incorporación de Julia Trujillo, Arturo Querejeta, Amparo Climet y Pablo Calvo.

### Octava versión
En 2001 se inició una gira por el resto de España, y en 2005, tras 1000 representaciones, la obra regresó al Muñoz Seca de Madrid. Junto a intérpretes veteranos en la función como Blanch y Calvo, se incorporaron al elenco Ana Gabarain, Klara Badiola y Fermín Sanles. De nuevo de gira y con una renovación del elenco, encabezado por María Luisa Merlo en 2006 como la Señora Boyle acompañada por Ana Marín (Mollie), Ibán Naval (Christopher), Rosa Lasierra (Srta. Caswell), Carlos Vega (Paravicini) y Miguel Pardo (Trotter), este montaje se mantuvo hasta finales de dichos años.

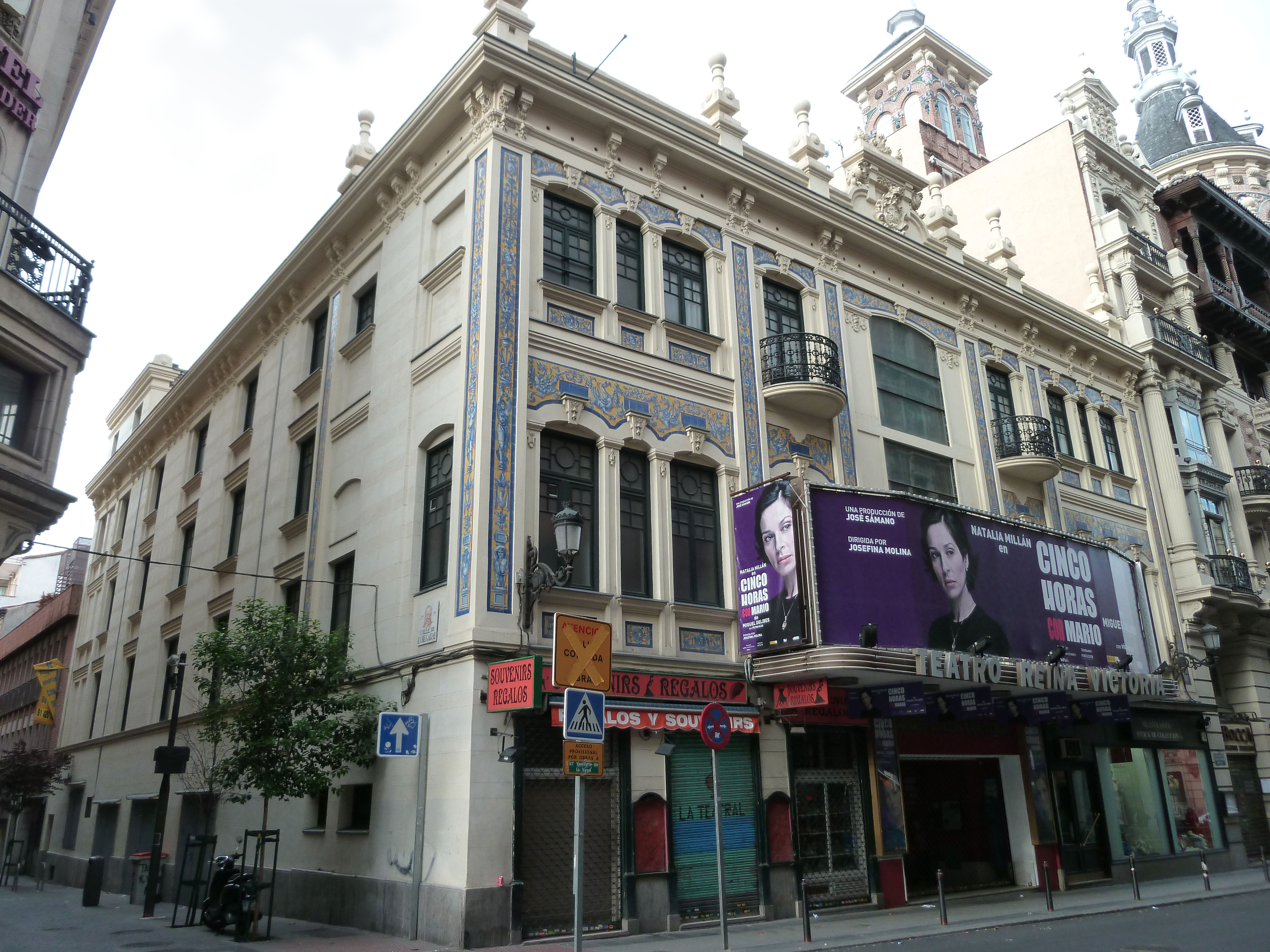
El Teatro Reina Victoria

### Novena versión
En el año 2010 se estrenó en el Teatro Reina Victoria de Madrid una versión dirigida por Víctor Conde y protagonizada por Gorka Otxoa (Trotter), María Castro (Mollie), Leo Rivera (Giles), Paco Churruca (Paravicini), Aroa Gimeno (Miss Casewell), Álvaro Roig (Metcalf), Maribel Ripoll (Miss Boyle) y Guillermo Muñoz (Christopher). 

### Décima versión
En su segunda temporada, en 2011 pasó al Teatro Muñoz Seca y se incorporaron al elenco Ana Turpin (Mollie), Guillermo Ortega (Trotter), José Troncoso (Giles) y Fermí Herrero (Paravicini)

### Undécima versión
En agosto del 2012, en 
Caracas, Venezuela; se estrenó una versión en la Sala Corp Banca dirigida por Vladimir Vera y protagonizada por Ignacio Marchena (Trotter), Verónica Schneider (Mollie), Gerardo Soto (Giles), Augusto Galíndez (Paravicini), Stephanie Cardone  (Miss Casewell), Gonzalo Velutini (Metcalf), Flor Elena González (Miss Boyle) y Nacho Huett (Christopher)

### Duodécima versión
En marzo de 2014 se estrenó en el Teatro Apolo de Barcelona, dirigida por Víctor Conde e interpretada por Mariona Ribas, Ferran Carvajal, Aleix Rengel, Xavier Bertran, Anna Gras Carreño, Santiago Ibáñez, Joan Amargós e Isabel Rocatti. Estaba prevista su representación del 5 de marzo al 27 de abril, pero se acabó prorrogando hasta el 1 de junio. Posteriormente se volvió a representar del 2 de septiembre al 21 de diciembre, siendo la función más vista en Barcelona en 2014.

## Lista de actores
| Versión | Mollie Ralston | Christopher Wren   | Señora Boyle      | Comandante Metcalf    | Señorita Casewell     | Señor Paravicini  | Sargento Trotter      | Leyenda | Leyenda            |
| ------- | -------------- | ------------------ | ----------------- | --------------------- | --------------------- | ----------------- | --------------------- | ------- | ------------------ |
| 1       | Sheila Sim*    | -                  | Mysie Monte*      | David Raven*          | -                     | -                 | Richard Attenborough* | -       | Sin información    |
| 2       | Sheila Sim*    | -                  | -                 | -                     | -                     | -                 | Richard Attenborough* | -       | Sin información    |
| 3       | Mariano Azaña* | María Luisa Ponte* | Irene Caba Alba*  | Irene Gutiérrez Caba* | Julia Gutiérrez Caba* | Erasmo Pascual*   | Richard Attenborough* | -       | Sin información    |
| 4       | Margot Cottens | Gregorio Alonso*   | Luisa Rodrigo*    | Irene Gutiérrez Caba* | Julia Gutiérrez Caba* | Erasmo Pascual*   | Richard Attenborough* | -       | Sin información    |
| 5       | Maite Blasco   | Nicolás Dueñas*    | Charo Moreno*     | Miguel Ayones         | Mary González*        | Antonio Puga*     | Richard Attenborough* | -       | Sin información    |
| 6       | Isabel Serrano | Nicolás Dueñas*    | Encarna Paso*     | Pablo Calvo           | Paula Sebastián       | Francisco Cecilio | Jaime Blanch          | -       | Sin información    |
| 6       | Isabel Serrano | Nicolás Dueñas*    | Encarna Paso*     | Pablo Calvo           | Paula Sebastián       | Francisco Cecilio | Jaime Blanch          | *       | Actualmente muerto |
| 7       | Julia Trujillo | Nicolás Dueñas*    | Encarna Paso*     | Amparo Climet         | Paula Sebastián       | Francisco Cecilio | Arturo Querejeta      | *       | Actualmente muerto |
| 8       |                |                    | María Luisa Merlo | Pablo Calvo           |                       |                   | Jaime Blanch          | *       | Actualmente muerto |
| 9       |                |                    |                   |                       |                       |                   |                       | *       | Actualmente muerto |
| 10      |                |                    |                   |                       |                       |                   |                       | *       | Actualmente muerto |
| 11      |                |                    |                   |                       |                       |                   |                       | *       | Actualmente muerto |